# سيلاس كامارا
سيلاس كامارا (من مواليد 15 ديسمبر 1962) سياسي برازيلي. على الرغم من أنه ولد في أكري، فقد أمضى حياته السياسية في تمثيل أمازوناس، حيث شغل منصب ممثل الدولة منذ عام 1999 للعديد من الأحزاب السياسية.

## الحياة الشخصية
كامارا هو قس وشيوخ في كنيسة جمعيات الرب. كامارا لديه برنامجه الإذاعي الخاص وهو متزوج من أنطونيا لوسيا الخبيرة الاقتصادية ومبشرة. غالبًا ما تظهر زوجته معه في برنامجه الإذاعي وفي حدثه السياسي.

## الحياة السياسية
صوتت كامارا لصالح المساءلة ضد الرئيسة آنذاك ديلما روسيف والإصلاح السياسي. في وقت لاحق دعم كامارا خليفة روسيف ميشيل تامر ضد اقتراح عزل مماثل.